# If I Fell
"If I Fell" é uma canção do gênero pop da banda britânica The Beatles lançada no álbum A Hard Day's Night, de 1964. Foi composta primariamente por John Lennon, e creditada a Lennon-McCartney. "Foi minha primeira tentativa de compor uma balada... mostra que eu já compunha baladas sentimentais de amor.. desde aquela época", declarou o músico, Paul McCartney, por sua vez, afirmou que teria sim contribuído na composição da canção: "Nós escrevemos 'If I Fell' juntos".

## Créditos[5]
- John Lennon – vocal principal e de apoio, guitarra acústica
- Paul McCartney – vocal de apoio, baixo
- George Harrison – guitarra de doze cordas
- Ringo Starr – bateria